# Magnes Media
Magnes Media sp.z o.o – wydawnictwo działające od 2009 roku, zajmujące się wydawaniem miesięczników o charakterze lokalnym. Obecnie Magnes Media wydaje siedem lokalnych tytułów prasowych: „Słowo Wrocławian”, „Słowo Trójmiasta”, „Słowo Krakowa”, „Słowa Katowic”, „Słowo Łodzi”, „Słowo Poznania” oraz „Słowo Warszawy”, a także ogólnopolski miesięcznik erotyczny Twój Weekend. Wszystkie gazety lokalne, wydawane są w nakładzie kontrolowanym około 20 tysięcy egzemplarzy. 
Od 2016 roku do 2020 roku siedziba przedsiębiorstwa mieściła się przy ulicy Kazimierza Wielkiego 1 we Wrocławiu.

## Historia
Przedsiębiorstwo Magnes Media zostało założone w 2009 roku przez Emila Barana, Grzegorza Brauna i Bogdana Ludkowskiego. Na początku swojego istnienia wydawano jeden tytuł - „Słowo Wrocławian”, ukazujący się w odstępach dwutygodniowych. Pierwszy numer wydano 9 grudnia 2009 roku i liczył on 8 stron. W początkowej fazie przedsiębiorstwo działało na zasadzie inicjatywy społecznej. Gazeta ukazywała się jako czasopismo bezpłatne, tworzone przez obywateli, którym zależało na przekazywaniu rzetelnych i przede wszystkim lokalnie zaangażowanych informacji. W miarę jednak rozwoju wydawnictwa bezpłatny dwutygodnik przekształcił się wraz z wydaniem 30 w płatny miesięcznik. Pierwszy płatny numer gazety ukazał się 24 marca 2011 roku. Stale wzrastała również sama objętość „Słowa Wrocławian”, które w pewnym okresie działalności przedsiębiorstwa liczyło aż 96 stron. Objętość miesięcznika waha się obecnie w granicach od 32 do 48 stron, przy czym nie jest to wartość stała. Od 2014 Magnes Media zaczęło wydawać nowe tytuły: „Słowo Krakowa” oraz „Słowo Poznania”. W roku 2015 wydawnictwo poszerzyło swoją ofertę o trzy nowe miesięczniki: „Słowo Poznania”, „Słowo Trójmiasta” i „Słowo Warszawy”. Od 2016 roku, wydawane gazety funkcjonują pod nazwą zbiorczą „Gazeta Słowo”. W drugiej połowie 2016 roku, Magnes Media zaczyna wydawać autorskie miesięczniki w Czechach (Praskie Słowo) oraz na Słowacji (Bratysławskie Słowo). Pod koniec lutego 2017, Magnes Media wykupiło prawa do tytułu Twój Weekend, z zamiarem kontynuowania wydawania czasopisma w niezmienionej formie. W pierwszym kwartale 2018 roku została utworzona spółka 24Emisje, która przejęła działalność od wydawnictwa Magnes Media w zakresie sprzedaży powierzchni reklamowych.  

### Redaktorzy naczelni
- Piotr Ludkowski od grudnia 2009 do marca 2010
- Jarosław Kowalczyk od kwietnia 2010 do sierpnia 2011
- Emil Baran od września 2011

### Redaktorzy prowadzący
- Adam Witczak od września 2011 do lipca 2013
- Michał Ratajczak od lipca 2013 do lipca 2014
- Mikołaj Kamiński od lipca 2014 do sierpnia 2015
- Łukasz Wolski od sierpnia 2015 do września 2016
- Agnieszka Rewucka od października 2016

### Z gazetą Słowo współpracowali
Robert Winnicki, Piotr Sutowicz, Wiesław Misiek, Adam Łącki, Dariusz Parossa, Adam Maksymowicz, Jerzy Ziomek, Piotr Tadeusz Waszkiewicz, Janusz Dobrosz, Jarosław Kowalczyk, Jerzy Przystawa, Adrian Nikiel, Krzysztof Tarnawski, Grzegorz Braun, Marek Natusiewicz, Kornel Morawiecki, Piotr Pieńkowski, Anna Oryńska, Andrzej Borek, Lech Stefan, Wojciech Mach, ks. Jacek Stryczek, Ewa Duzinkiewicz, Wojciech Trojanowski, Tomasz Piotr Chudziński, Sebastian Kryczka, Maria Tarczyńska, Mirosława Stachowiak-Różecka.

## Zawartość
Gazety wydawane przez Magnes Media składane są w formacie blokowym, sześciokolumnowym. Miesięczniki drukowane są w kolorze, na papierze gazetowym. 
Jako stałe elementy w każdej gazecie znajdują się: "Wstępniak" – felieton zamieszczany przez redaktora prowadzącego, "Temat numeru" oraz "Artykuł o tematyce miejskiej" – komentarze oraz problemy poruszane w danym regionie, sekcja „Działo się” - informacje z ostatniego miesiąca poświęcone ważnym wydarzeniom z regionu, sekcja „Działo się w Polsce”  - informacje z ostatniego miesiąca poświęcone ważnym wydarzeniom z kraju, sekcja „Działo się w gospodarce" - informacje o wydarzeniach gospodarczych, oraz „Będzie się działo” - informacje na temat planowanych wydarzeń. 
Artykuły zamieszczone w gazetach pogrupowane są w odpowiednie bloki tematyczne: „Publicystyka”, „Motoryzacja”, „Styl życia”, „Finanse”, „Prawo”, „Kultura”.